# حظاب
الحُظَاب أو الحُظْبَة أو الشُّنْتَرَة أو الوتَرَة أو صِفاق الأصابع غشاء جلدي يحيط بكامل أصابع الطير وغيرها أو بجزء منها وقد يوصلها ببعضها كما في كفيات القدم. يوجد الحظاب في جنين الثدييات ولكنه يختفى لاحقًا أثناء التطورعند بعضها، ويستمر أحيانًا حتى مرحلة البلوغ عند بعضها الآخر. أما عند البشر فيمكن العثور عليه عند أولئك الذين يعانون من متلازمة نونان ذات التصبغات المتعددة ومن متلازمة آرسكوغ-سكوت. الحظاب بين أصابع القدم الخلفية موجود أيضًا في العديد من الثدييات التي تقضي جزءًا من وقتها في الماء. يسهل الحظاب الحركة في الماء.
لا ينبغي الخلط بين الحظاب وارتفاق الأصابع التي تتلاصق فيه الأصابع والذي لا يحدث إلا نادرًا عند البشر. يصيب ارتفاق الأصابع بعض الطيور مثل البط وبعض القوازب مثل الضفادع وبعض الثدييات مثل الكنغر.

## ثدييات ذات حظاب

### القوارض

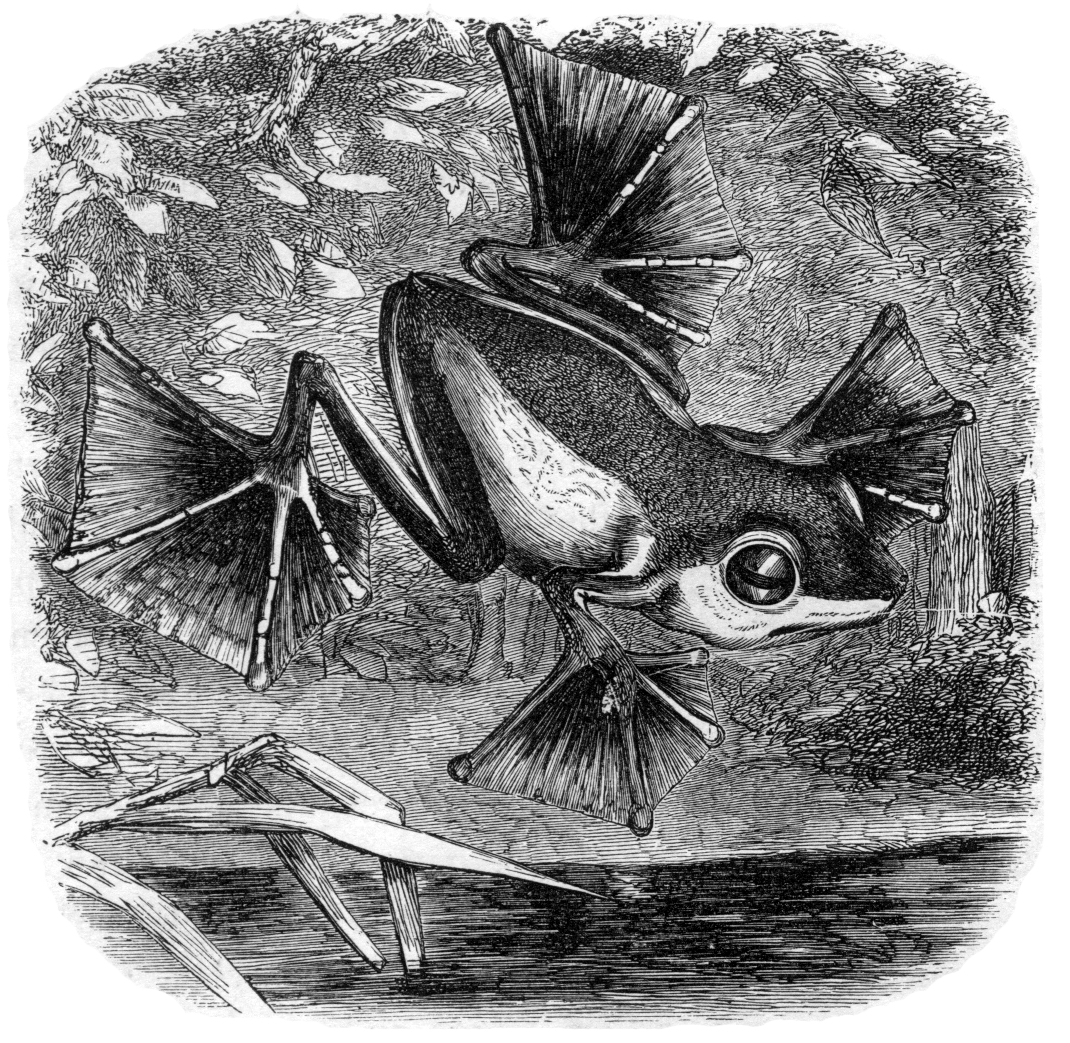
مثال على الحظاب عند أحد أنواع ضفدع الهورس

جرذ أرز السبخات يحوي حظاب قصيراً لا يمتد إلى نهاية السلامى، في حين أن جرذ لوند لديه حظاب أكثر اتساعًا، والذي يمتد إلى ما وراء السلامى.

### زبابيات الشكل
الزبابة المائية الأمريكية من بين الزبابات التي لها حظاب.

### مَدَّالأوطَنْرَق
تتضمن فصيلة مدال، التي توجد في إفريقيا وخاصة في مدغشقر، العديد من الأنواع التي لديها حظاب، وقد طورت الزبابة الصغيرة مدال مكفف القدم حظاباً بين الأصابع.

### الأبصوم
الأبصوم المائي في أمريكة الجنوبية هو الأبصوم الوحيد الذي يحتوي على حظاب.

### آكلات اللحوم

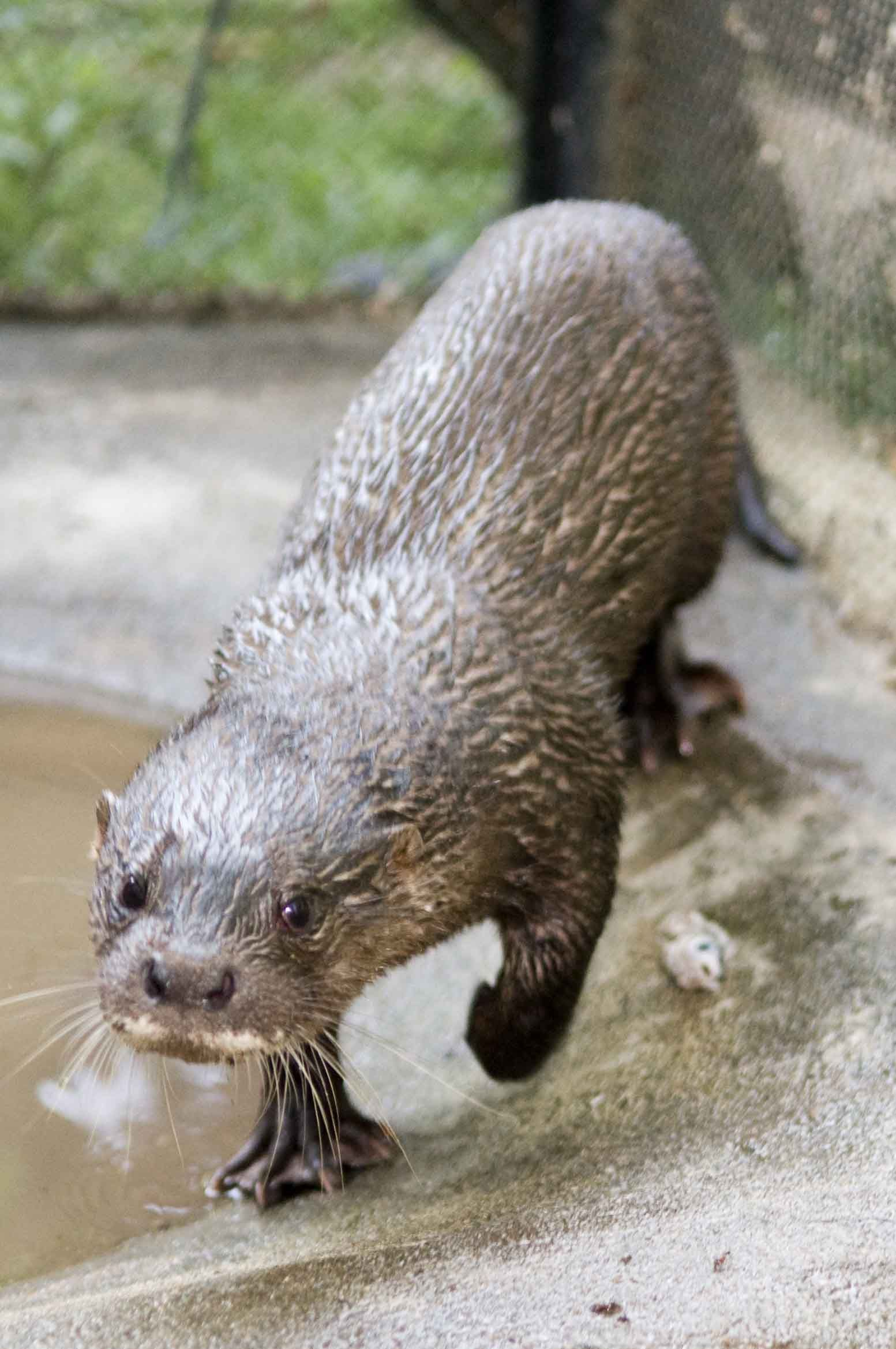
تميل قضاعة أراسية بوزنها على قدمها المحظبة.

العديد من آكلات اللحوم شبه المائية لها حظاب، بما في ذلك الجريسون الأكبر (Galictis vittata) ،  ابن عرس الكُلُمبي، ابن عرس الأمازون، والمنك الأمريكي. تحتوي جميع القضاعات على حظاب في الأطراف الأمامية أو الخلفية أو كليهما، للمساعدة في الدفع ضمن الماء. حيث يغظيها الشعر بكثافة 3300 شعرة لكل سم مربع.

### الحيتان
تقترح أحافير الكائنات القريبة من الحيتان باكستانية، الحيتان الأسلاف، أن هذه الحيوانات لديها حظاب وهو تطور مدفوع بـ FGF8، عامل نمو الأرومة الليفية.

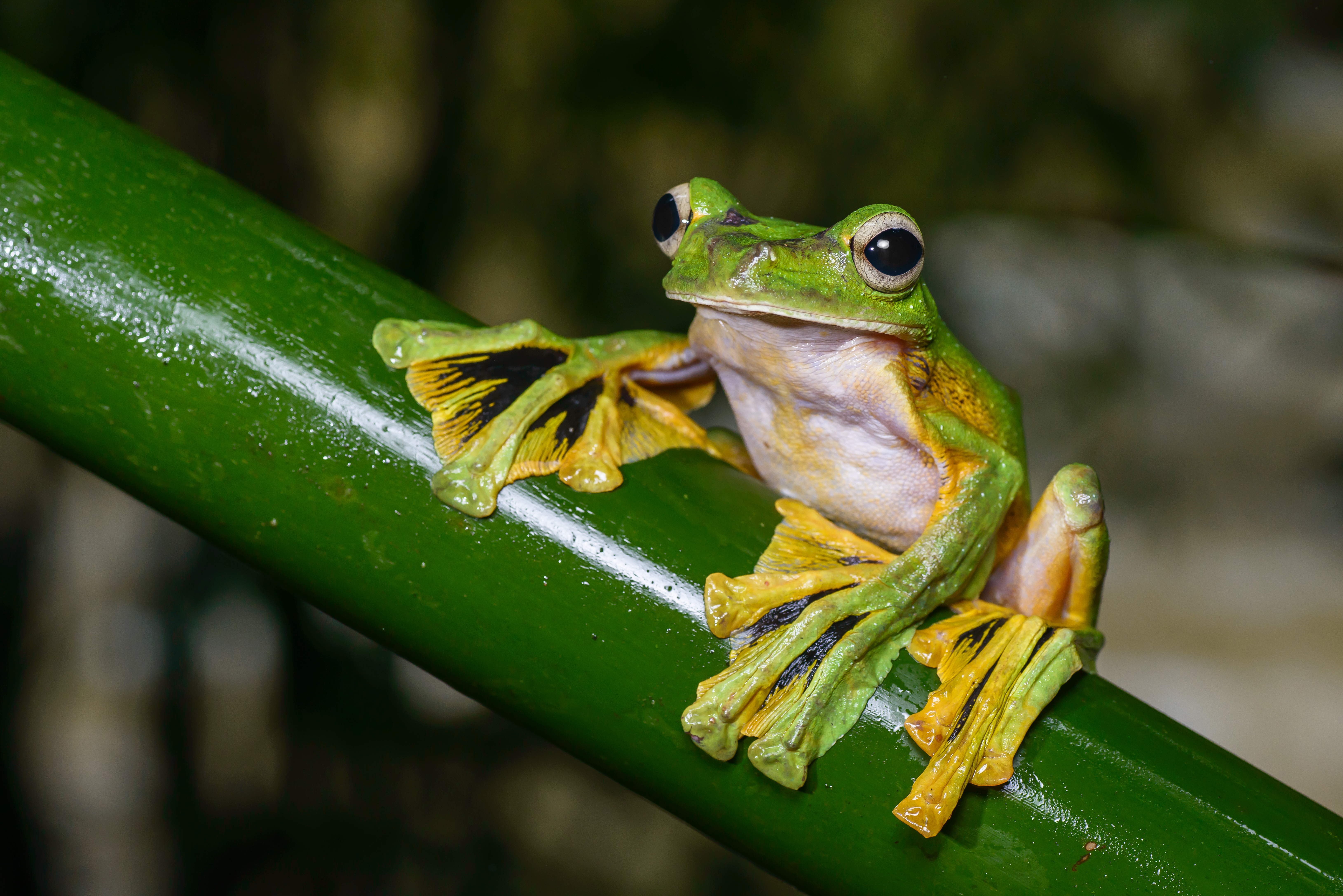